# Фабер, Эли
Эли Фабер (англ. Eli S. Faber, 1943 — апрель 2020, West Babylon, Нью-Йорк) — профессор истории в Колледже уголовного правосудия Джона Джея. Он был редактором журнала «American Jewish History».
Он изучал американскую историю в Колумбийском университете, за что получил степень доктора философии. Первоначально, на научной конференции в 2003 году, он узнал о деле Джорджа Стинни, в котором 14-летний афроамериканец был приговорён к смертной казни через электрический стул по обвинению в убийстве двух девочек. Его последняя книга, в которой изложена история этого дела, была опубликована посмертно, в июне 2021 года.
Он был женат на Лани Фабер и умер от рака поджелудочной железы в апреле 2020 года. Рак был диагностирован ещё в марте 2019 года.

## Труды
- A Time for Planting: The First Migration, 1654–1820 (1992)
- Jews, Slaves and the Slave Trade: Setting the Record Straight[англ.] (1998)
- The Child in the Electric Chair (2021)